# I stykker
I stykker er en dansk kortfilm fra 2015 instrueret af Eirik Sæter Stordahl.

## Handling
Verden er blevet overtaget af en kunstig intelligens, som er i færd med at udrydde menneskeheden. Sammen med en lille gruppe overlevende har Victor søgt tilflugt i en gammel bunker under jorden. Victors kæreste Sara nåede aldrig at komme med ned i bunkeren. Ingen kommer ind, og ingen slipper ud. Victors savn efter Sara vokser til en besættelse, og det eneste han vil er at finde tilbage til hende han mistede. I bunkerens mørke glider Victors erindringer om Sara ind og ud af historien. En fremtidsfilm om fortiden, en fragmenteret sci-fi-fortælling om kærlighed, længsel og menneskehedens undergang.